# Anhalter Hütte
De Anhalter Hütte is een berghut gelegen in de Lechtaler Alpen in de Oostenrijkse deelstaat Tirol. De hut ligt op een hoogte van 2042 meter ten noordwesten van Imst. De hut is eigendom van de sectie Oberer Neckar uit Rottweil van de Deutsche Alpenverein.
De hut is het makkelijkst bereikbaar vanaf de bergpas Hahntennjoch (1894 meter). Vanaf daar loopt een goed gemarkeerd bergpad over het Steinjöchl (2189 meter) richting die hut, die binnen anderhalf uur te bereiken is. Vanuit Namlos of Bschlabs moet rekening worden gehouden met een tocht van ongeveer drie uur.
Vanaf de Anhalter Hütte is een aantal andere hutten bereikbaar. Naar de Hanauer Hütte voert de tocht over het Steinjöchl, door het Hahntenntal en het Angerletal in ongeveer drieënhalf uur. Naar de Muttekopfhütte gaat het over het Steinjöchl en de Scharnitzsattel in ongeveer vierenhalf uur. De Heiterwandhütte is in vijf uur te bereiken over de Hintere Tarrenton-Alpe en door het Reisenschuhtal.
De huisberg van de Anhalter Hütte is de als Blumenberg bekendstaande Tschachaun (2334 meter), die binnen 45 minuten te beklimmen is. Andere bergen in de omgeving die vanuit de berghut veelvuldig worden beklommen zijn de Namloser Wetterspitze (2553 meter, drie uur), de Maldongrat (2544 meter, anderhalf uur), Gabelspitze (2581 meter, drie uur), de Falscherkogel (2388 meter, een uur) en diverse klimroutes naar de Heiterwand.